# Moneta tanikawai
Moneta tanikawai là một loài nhện trong họ Theridiidae.
Loài này thuộc chi Moneta. Moneta tanikawai được Hajime Yoshida miêu tả năm 1991.

## Hình ảnh

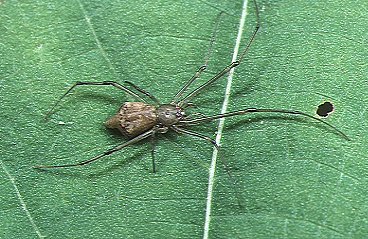